# グレートチキンパワーズ
グレートチキンパワーズは、北原雅樹と渡辺慶からなる日本のお笑いコンビ。通称「グレチキ」。1994年結成、2005年解散。VICTORY（オフィスAtoZの子会社）に所属していた。

## メンバー
- 北原雅樹（きたはら まさき、1976年7月15日 - ）大阪府豊中市出身。身長171cm、血液型B型。
- 渡辺慶（わたなべ けい、1976年6月16日 - ）大阪府出身。身長167cm、血液型AB型。

## 略歴
大阪府立箕面高等学校で同級生だった2人は、高校2年生のときに「K-KiD's」というコンビを結成。ストリートパフォーマンスを経て、『天才・たけしの元気が出るテレビ!!』のお笑い甲子園全国大会に出演し優秀賞を受賞する（最優秀賞は京都の高校生男女コンビ）。1993年に結成されたKinKi Kidsとコンビ名が似ていて紛らわしい、とジャニーズ事務所から申し立てがあり、「グレートチキンパワーズ」に改名。とんねるずの所属事務所（当時）であったオフィスAtoZから声をかけられ、子会社のVICTORY所属となる。同事務所の唯一の所属コンビであり、そのまま最初で最後の所属となった。
1994年に芸能界デビュー。芸人というよりもアイドル的な扱いだった。
芸人活動のかたわら、それぞれが俳優として多くのテレビドラマや舞台などにも出演。1995年1月には、シングル『MIX JUICE』でCDデビュー。ミュージックステーションなどの音楽番組にも出演した。
コンビとしての活動も下火になりつつあった中、芸人としての実力を試すため2000年にNHK『爆笑オンエアバトル』に出場、だが投票制でネタの放送有無が決められるルールにおいて、100人の観客から1票も投じられないという結果を記録（93KB）。3ヶ月後にリベンジと称して再度挑戦するも137KBで9位オフエア。
その後も低迷は止まらず、2005年9月に解散を発表。
渡辺は本名の渡辺啓名義で脚本家・小説家として活動しており（脚本家としてはすでに日本テレビにてデビュー済）、「タレントには未練がない」と語った。2011年に結婚し、2児の父親である。
北原は解散後も俳優として活動を続け、2004年にタレントの杉本真紀と結婚し、2006年に長男、2009年に次男を授かり2人の男児の父親になるも2021年に離婚した。現在は活動エリアを兵庫県加古川市を中心にした播磨地域へ移し、俳優、司会者、MC、レポーター活動の傍ら、地域振興活動や育児支援活動に力を入れており、子育てフォトグラファー、「NPO法人生涯学習サポート兵庫」のあそびクリエイターとしても活動している。 なお2018年11月酒気帯び運転の現行犯で逮捕され、マスコミに報じられている。

## 出演番組

### テレビ
- 天才・たけしの元気が出るテレビ!!
- BSマンガ夜話（NHK BS2） - 以下の2回にゲスト出演。
  - 幽☆遊☆白書（1997年9月23日）
  - 聖闘士星矢（2000年10月30日）
- クイズ!年の差なんて
- 邦子と徹のあんたが主役
- 毎度ゴメンなさぁい
- 新装開店!SHOW by ショーバイ2
- マジカル頭脳パワー!! 1995年5月25日・1997年1月23日
- パラクラ・モード
- 笑っていいとも 1997年4月 - 1998年3月※木曜日担当
- リングの魂
- 1億人の大質問!?笑ってコラえて!
- 関口宏の東京フレンドパークII
- ポンキッキーズ
- ジャスト
- ブレイクもの!
- 64マリオスタジアム
- 爆笑オンエアバトル（NHK）戦績0勝2敗  最高137KB
  - 番組史上初のボール0個（93KB）を記録した。
- 内村プロデュース 2001年9月 「芸人に歴史あり！をプロデュース」に出演

### CM
- サトウの切り餅、鏡餅（サトウ食品）
- スプライト（日本コカコーラ）
- an（学生援護会）

### ラジオ
- バーチャルRADIOグレチキのトロピカ共和国（1994年10月 - 1995年4月 ニッポン放送）
- グレートチキンパワーズのまぜまぜパニックびっくらげ!（1995年4月 - 1996年4月 ニッポン放送）
- グレートチキンパワーズのG1グルーパー（1995年3月 - 1996年9月 JFN）

## 音楽作品

### シングル
- MIX JUICE（1995年1月21日）
- 忘れないスクールデイズ（1995年3月20日）
- んなことあるか（1995年6月28日）

### アルバム
1. MIX（1995年6月21日） - グレチキ自ら作詞・作曲をしている

## その他
- 冒険グレチキランド（1997年） - 小学館の小学四年生に読者コーナーのキャラクターとして登場